# 1871 год
1871 (ты́сяча восемьсо́т се́мьдесят пе́рвый) год  по григорианскому календарю — невисокосный год, начинающийся в воскресенье. Это 1871 год нашей эры, 1‑й год 8‑го десятилетия XIX века 2‑го тысячелетия, 2‑й год 1870‑х годов. Он закончился 154 года назад.
| Пн | Вт | Ср | Чт | Пт | Сб | Вс |
|    |    |    |    |    |    | 1  |
| 2  | 3  | 4  | 5  | 6  | 7  | 8  |
| 9  | 10 | 11 | 12 | 13 | 14 | 15 |
| 16 | 17 | 18 | 19 | 20 | 21 | 22 |
| 23 | 24 | 25 | 26 | 27 | 28 | 29 |
| 30 | 31 |    |    |    |    |    |

| Пн | Вт | Ср | Чт | Пт | Сб | Вс |
|    |    | 1  | 2  | 3  | 4  | 5  |
| 6  | 7  | 8  | 9  | 10 | 11 | 12 |
| 13 | 14 | 15 | 16 | 17 | 18 | 19 |
| 20 | 21 | 22 | 23 | 24 | 25 | 26 |
| 27 | 28 |    |    |    |    |    |

| Пн | Вт | Ср | Чт | Пт | Сб | Вс |
|    |    | 1  | 2  | 3  | 4  | 5  |
| 6  | 7  | 8  | 9  | 10 | 11 | 12 |
| 13 | 14 | 15 | 16 | 17 | 18 | 19 |
| 20 | 21 | 22 | 23 | 24 | 25 | 26 |
| 27 | 28 | 29 | 30 | 31 |    |    |

| Пн | Вт | Ср | Чт | Пт | Сб | Вс |
|    |    |    |    |    | 1  | 2  |
| 3  | 4  | 5  | 6  | 7  | 8  | 9  |
| 10 | 11 | 12 | 13 | 14 | 15 | 16 |
| 17 | 18 | 19 | 20 | 21 | 22 | 23 |
| 24 | 25 | 26 | 27 | 28 | 29 | 30 |

| Пн | Вт | Ср | Чт | Пт | Сб | Вс |
| 1  | 2  | 3  | 4  | 5  | 6  | 7  |
| 8  | 9  | 10 | 11 | 12 | 13 | 14 |
| 15 | 16 | 17 | 18 | 19 | 20 | 21 |
| 22 | 23 | 24 | 25 | 26 | 27 | 28 |
| 29 | 30 | 31 |    |    |    |    |

| Пн | Вт | Ср | Чт | Пт | Сб | Вс |
|    |    |    | 1  | 2  | 3  | 4  |
| 5  | 6  | 7  | 8  | 9  | 10 | 11 |
| 12 | 13 | 14 | 15 | 16 | 17 | 18 |
| 19 | 20 | 21 | 22 | 23 | 24 | 25 |
| 26 | 27 | 28 | 29 | 30 |    |    |

| Пн | Вт | Ср | Чт | Пт | Сб | Вс |
|    |    |    |    |    | 1  | 2  |
| 3  | 4  | 5  | 6  | 7  | 8  | 9  |
| 10 | 11 | 12 | 13 | 14 | 15 | 16 |
| 17 | 18 | 19 | 20 | 21 | 22 | 23 |
| 24 | 25 | 26 | 27 | 28 | 29 | 30 |
| 31 |    |    |    |    |    |    |

| Пн | Вт | Ср | Чт | Пт | Сб | Вс |
|    | 1  | 2  | 3  | 4  | 5  | 6  |
| 7  | 8  | 9  | 10 | 11 | 12 | 13 |
| 14 | 15 | 16 | 17 | 18 | 19 | 20 |
| 21 | 22 | 23 | 24 | 25 | 26 | 27 |
| 28 | 29 | 30 | 31 |    |    |    |

| Пн | Вт | Ср | Чт | Пт | Сб | Вс |
|    |    |    |    | 1  | 2  | 3  |
| 4  | 5  | 6  | 7  | 8  | 9  | 10 |
| 11 | 12 | 13 | 14 | 15 | 16 | 17 |
| 18 | 19 | 20 | 21 | 22 | 23 | 24 |
| 25 | 26 | 27 | 28 | 29 | 30 |    |

| Пн | Вт | Ср | Чт | Пт | Сб | Вс |
|    |    |    |    |    |    | 1  |
| 2  | 3  | 4  | 5  | 6  | 7  | 8  |
| 9  | 10 | 11 | 12 | 13 | 14 | 15 |
| 16 | 17 | 18 | 19 | 20 | 21 | 22 |
| 23 | 24 | 25 | 26 | 27 | 28 | 29 |
| 30 | 31 |    |    |    |    |    |

| Пн | Вт | Ср | Чт | Пт | Сб | Вс |
|    |    | 1  | 2  | 3  | 4  | 5  |
| 6  | 7  | 8  | 9  | 10 | 11 | 12 |
| 13 | 14 | 15 | 16 | 17 | 18 | 19 |
| 20 | 21 | 22 | 23 | 24 | 25 | 26 |
| 27 | 28 | 29 | 30 |    |    |    |

| Пн | Вт | Ср | Чт | Пт | Сб | Вс |
|    |    |    |    | 1  | 2  | 3  |
| 4  | 5  | 6  | 7  | 8  | 9  | 10 |
| 11 | 12 | 13 | 14 | 15 | 16 | 17 |
| 18 | 19 | 20 | 21 | 22 | 23 | 24 |
| 25 | 26 | 27 | 28 | 29 | 30 | 31 |

## События

### Январь
- 18 января — в Версальском дворце под Парижем, по окончании проигранной французами Франко-прусской войны, провозглашено создание Германской империи.
- 19 января — принято решение об открытии в Иркутске золотосплавочной лаборатории (в дальнейшем — институт «Иргипредмет»)[1].
- 28 января — капитуляция Парижа.
- Завершение объединения Италии вокруг Пьемонта.

### Февраль
- 2 февраля — премьера в московском Малом театре пьесы А. Н. Островского «Семья преступника»[2].
- 8 февраля — выборы в Национальное собрание Франции.
- 25 февраля — основано Национальное общество музыки (Societe nationale de musique), поставившее себе целью распространение произведений французских композиторов[3].
- 26 февраля — предварительный мирный договор Франции и Пруссии.
- Создание в Париже Центрального комитета республиканской национальной гвардии.

### Март
- 1 марта — на три дня германские войска введены в Париж. Выведены они были сразу после получения известия о ратификации Национальным собранием Франции предварительного мирного договора с Германией[4].
- 18 марта — в Париже власть взял Центральный комитет Национальной гвардии, правительство Адольфа Тьера бежало в Версаль. Начало Парижской коммуны.
- 23 марта — Гастон Кремьё поднял восстание в Марселе. Провозглашена Марсельская коммуна[5]

### Апрель
- 4 апреля — пала Марсельская коммуна[5].
- 16 апреля — Конституция Германской империи[6].

### Май
- 10 мая — во Франкфурте-на-Майне заключён мир между Францией и Германией, закончивший франко-прусскую войну.
- 28 мая — падение Парижской коммуны.

### Июнь
- 3 июня — в Гватемале либералы, начавшие вооружённую борьбу за власть, провозгласили временным президентом страны депутата конгресса Мигеля Гарсиа Гранадоса[7].
- 29 июня — в Гватемале армия либералов заняла столицу страны. Режим маршала Висенте Серны был свергнут[7].

### Июль
- 20 июля — Британская Колумбия вступила в состав Канадской конфедерации на правах провинции[8].
- 21 июля — принято Положение Комитета министров об обращении села Иванова и Вознесенского посада Владимирской губернии в безуездный город Иваново-Вознесенск.
- 30 июля — в Российской империи утверждён Устав гимназий и прогимназий министерства народного просвещения[9].

### Август
- 29 августа — Административная реформа в Японии (одна из важнейших реформ эпохи Мэйдзи): правительство опубликовало от имени Императора указ о ликвидации княжеств и образовании префектур.

### Сентябрь
- 7 сентября — в Эренкени скончался великий визирь Османской империи Мехмед Эмин Аали-паша. Новым великим визирем стал Махмуд Недим-паша[10].
- 17 сентября — открыт Мон-Сенисский тоннель, соединивший Италию и Францию.
- 17—23 сентября — Лондонская конференция I Интернационала[11].

### Октябрь
- 8—10 октября — Великий чикагский пожар.
- 19 октября — в Малом театре (Москва) состоялась премьера пьесы Александра Островского «Не всё коту масленица».

### Ноябрь
- 13 ноября — в Александринском театре (Санкт-Петербург) состоялась премьера пьесы Александра Островского «Лес».
- 16 ноября — начало движения по Московско-Брестской железной дороге через Минск.
- 30 ноября — в Марселе по приговору военного суда расстрелян лидер Марсельской коммуны Гастон Кремьё[5].

### Декабрь
- 11 декабря — на 1-й выставке Товарищества передвижников экспонировалась картина А. К. Саврасова «Грачи прилетели»[12].
- 24 декабря — в Каире состоялась премьера оперы «Аида» Джузеппе Верди[13].

### События без точных дат
- В Санкт-Петербурге начал издаваться юридический «Журнал гражданского и торгового права».
- Из Николаевска-на-Амуре во Владивосток переведена главная база Сибирской военной флотилии, резиденция военного губернатора и прочие морские учреждения.
- Проложен подводный телеграфный кабель между Владивостоком и Нагасаки.
- Фрэнсис Герберт Уэнхем, член Совета Королевского авиационного общества Великобритании, создал первую в мире закрытую аэродинамическую трубу.
- Эпидемия жёлтой лихорадки в Буэнос-Айресе.
- Пресвитерианский миссионер Себастьян Адамс создал «Синхрологический график или карту историю» (Chronological Chart of Ancient, Modern and Biblical History), охвативший историю человечества с 4004 года до н. э. до современного автору времени[14].
- В Антверпене проведён первый Международный географический конгресс[15].
- Театр «Королевская академия музыки и танца» переименован в «Гранд-опера».[источник не указан 919 дней]
- В Уилкс-Барр, штат Пенсильвания основан Американский институт инженеров горной, металлургической и нефтяной промышленности (AIME)[16].
- Н. Н. Миклухо-Маклай на корвете «Витязь» посетил острова Пасхи, Питкэрн и Мангарева[17].
- В Коканде построен Дворец Худояр-хана — дворцовый комплекс последнего правителя Кокандского ханства[18].
- В Омске появилась первая газета «Акмолинские областные ведомости»[19].
- В Новодевичьем монастыре открыто Филатьевское училище для девочек-сирот, переименованное в 1882 году в Елизаветьинский приют, в 1899 году церковно-приходская школа[20].

## Родились
См. также: Категория:Родившиеся в 1871 году
- 1 января — Хюгель, Густав, австрийский фигурист, выступавший в одиночном катании; трёхкратный чемпион мира (1897, 1899 и 1900 годы), чемпион Европы 1901 года  (ум. 1953).
- 18 февраля — Гарри Брирли, английский металлург, считающийся изобретателем нержавеющей стали (ум. 1948).
- 25 февраля — Леся Украинка (Лариса Петровна Косач-Квитка), украинская писательница (ум. 1913).
- 6 марта — Афонсу Аугусту да Кошта, премьер-министр Португалии в 1913—1914, 1915—1916 и в 1917 годах (ум. 1937).
- 13 марта — Анастасия Дмитриевна Вяльцева, русская эстрадная певица (меццо-сопрано), исполнительница русских и цыганских романсов, артистка оперетты (ум. 1913).
- 18 марта — Реджиналд Олдуорт Дейли, канадский и американский геолог, петрограф (ум. 1957).
- 25 марта — Игорь Эммануилович Грабарь, русский и советский художник, искусствовед, просветитель, музейный деятель (ум. 1960).
- 27 марта — Генрих Манн, немецкий писатель, эссеист, драматург (ум. 1950).
- 31 марта — Александр Вячеславович Оссовский, русский и советский музыковед и музыкальный критик (ум. 1957).
- 7 апреля — Хаджимукан Мунайтпасов, первый казах, ставший чемпионом мира по борьбе (ум. 1948).
- 13 апреля — Юргис Матулайтис (Георгий Матулайтис), виленский епископ, блаженный (ум. 1927).
- 6 мая — Виктор Гриньяр, французский химик, лауреат Нобелевской премии по химии (1935) совместно с Полем Сабатье (ум. 1935).
- 17 мая — Анна Петровна Остроумова-Лебедева, русская художница, живописец, акварелист, график (ум. 1955).
- 18 мая — Эмилио Кьовенда, итальянский ботаник и врач (ум. 1941).
- 14 июня — Фёдор Васильевич Токарев, советский конструктор стрелкового оружия (ум. 1968).
- 10 июля — Марсель Пруст, французский писатель, автор многотомного романа «В поисках утраченного времени» (ум. 1922).
- 16 июля — Сергей Николаевич Булгаков, русский философ, теолог, экономист, священник (ум. 1944).
- 18 июля — Джакомо Балла, итальянский художник, один из основателей итальянского футуризма (ум. 1958).
- 13 августа — Карл Либкнехт, немецкий революционер, марксист, социал-демократический парламентский политик, один из основателей и лидеров Коммунистической партии Германии (ум. 1919).
- 15 августа — Андрей Александрович Рихтер, российский и советский учёный-физиолог (ум.1947).
- 21 августа — Леонид Николаевич Андреев, русский писатель (ум. 1919).
- 27 августа — Теодор Драйзер, американский писатель (ум. 1945).
- 30 августа — Доппо Куникида, японский писатель, поэт и журналист (ум. 1908).
- 2 сентября — Геннадий Николаевич Боч, русский и советский педагог-ботаник и почвовед (ум. 1942).
- 17 сентября — Эдгар Максанс, французский художник-символист (ум. 1954).
- 21 сентября — Иван Михайлович Губкин, организатор советской нефтяной геологии (ум. 1939).
- 23 сентября — Франтишек Купка, чешский художник-модернист, график и карикатурист, фотограф (ум. 1957).
- 27 сентября — Грация Деледда, итальянская писательница, лауреат Нобелевской премии в области литературы 1926 года (ум. 1936).
- 8 октября — Иван Максимович Поддубный, российский и советский профессиональный борец (ум. 1949).
- 10 октября — Александр фон Цемлинский, австрийский композитор и дирижёр (ум. 1942).
- 30 октября — Поль Валери, французский писатель (ум. 1945).
- 1 ноября — Стивен Крейн, американский поэт, писатель, журналист (ум. 1900).
- 3 ноября — Ганс Гейнц Эверс, немецкий писатель и поэт, автор мистических рассказов и романов готической направленности (ум. 1943)
- 6 декабря — Николай Кондратьевич Вороной, украинский писатель (ум. 1938).

## Скончались
См. также: Категория:Умершие в 1871 году
- 3 января — Константин Дмитриевич Ушинский, русский педагог и писатель (род. 1823).
- 19 января — Александр Жорж Анри Реньо, французский художник, убит при защите Бужевиля (род. 1843).
- 25 января — Жанна Вильпрё-Пауэр, французская натуралистка (род. 1794).
- 8 февраля — Мориц Людвиг фон Швинд, австрийский художник и график (род. 1804).
- 19 марта — Вильгельм фон Гайдингер, австрийский минералог и геолог, основатель Австрийского императорского геологического института (род.1795).
- 19 апреля — Густав Йегер (род. 1808) — немецкий художник, мастер исторической живописи; директор Лейпцигской академии художеств[21].
- 23 мая — Ярослав Домбровский, русский, польский и французский революционер и военачальник (род. 1836).
- 7 сентября — Мехмед Эмин Аали-паша, великий визирь Османской империи в 1852, 1855—1856, 1858—1859, 1861 и 1867—1871 годах (род. 1815).
- 11 октября — Эвген Кватерник, хорватский политический писатель и деятель, один из основателей Хорватской партии права, убит (род. 1825).
- 22 октября — Родерик Импи Мэрчисон, британский геолог и путешественник (род. 1792).
- Имам Шамиль.